# Leah Bertrand
Leah Bertrand (* 26. Juli 2002 in Point Fortin) ist eine Leichtathletin aus Trinidad und Tobago, die sich auf den Sprint spezialisiert hat.

## Sportliche Laufbahn
Erste internationale Erfahrungen sammelte Leah Bertrand bei den CARIFTA-Games 2019 in George Town, bei denen sie mit der 4-mal-100-Meter-Staffel in 45,11 s die Silbermedaille in der U20-Altersklasse gewann. Anschließend belegte sie bei den U18-NACAC-Meisterschaften in Santiago de Querétaro in 11,83 s den fünften Platz im 100-Meter-Lauf und gelangte über 200 Meter mit 24,79 s ebenfalls auf Rang fünf. 2021 gewann sie bei den U20-NACAC-Meisterschaften in San José in 11,70 s die Silbermedaille über 100 Meter und schied anschließend bei den U20-Weltmeisterschaften in Nairobi mit 11,80 s im Halbfinale aus. Im selben Jahr zog sie in die Vereinigten Staaten und begann ein Studium an der Ohio State University. Im Jahr darauf gewann sie bei den erstmals ausgetragenen U23-Karibikspielen in Guadeloupe in 11,57 s die Bronzemedaille über 100 Meter hinter der Lucianerin Julien Alfred und ihrer Landsfrau Akilah Lewis. Zudem siegte sie mit der Staffel in 45,19 s. Anschließend belegte sie mit der Staffel in 43,86 s den sechsten Platz bei den Commonwealth Games in Birmingham. 2023 belegte sie bei den Zentralamerika- und Karibikspielen (CAC) in San Salvador in 11,57 s den sechsten Platz über 100 Meter und gewann mit der Staffel in 43,43 s die Silbermedaille hinter dem kubanischen Team. Anschließend gewann sie bei den U23-NACAC-Meisterschaften in San José in 11,27 s die Silbermedaille über 100 Meter hinter der US-Amerikanerin Mia Brahe-Pedersen und mit der Staffel sicherte sie sich in 44,50 s die Bronzemedaille hinter den Teams aus den USA und Jamaika. Daraufhin schied sie bei den Weltmeisterschaften in Budapest mit 11,32 s in der ersten Runde aus und verpasste mit der Staffel mit 42,85 s den Finaleinzug. Bei den World Athletics Relays 2024 auf den Bahamas sicherte sie der 4-mal-100-Meter-Staffel einen Startplatz für die Olympischen Sommerspielen in Paris. Dort schied sie über 100 Meter mit 11,37 s im Vorlauf aus und verpasste mit der Staffel mit 43,99 s den Finaleinzug.
In den Jahren 2022 und 2024 wurde Bertrand trinidadisch-tobagische Meisterin im 100-Meter-Lauf sowie 2022 auch in der 4-mal-100-Meter-Staffel.

## Persönliche Bestzeiten
- 100 Meter: 11,08 s (+1,8 m/s), 13. Mai 2023 in Bloomington
  - 60 Meter (Halle): 7,20 s, 20. Januar 2024 in Lubbock
- 200 Meter: 22,98 s (+1,2 m/s), 12. Mai 2024 in Ann Arbor